# Línea 54 (Avanza Zaragoza)

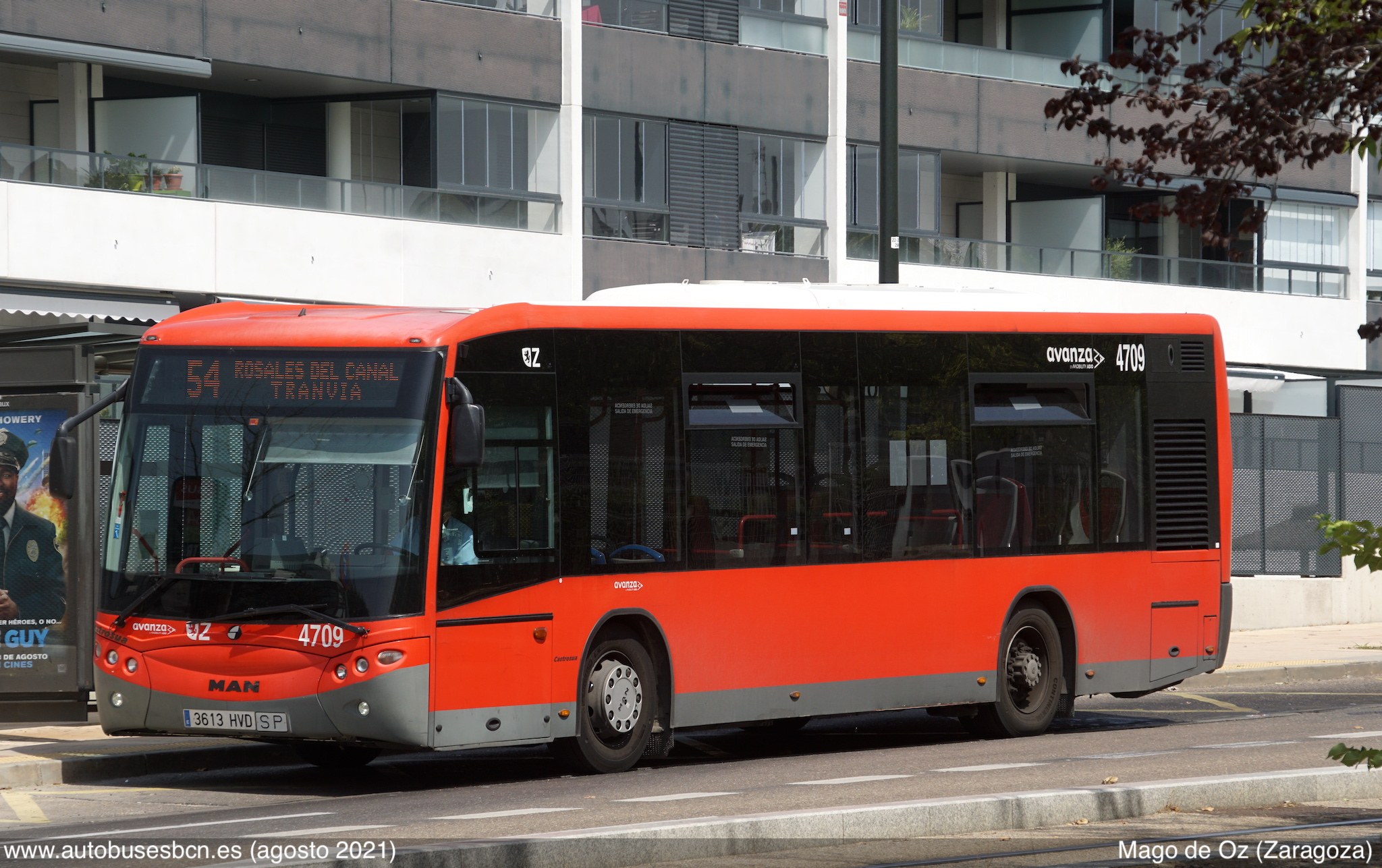
54 en el final de Mago de Oz (Zaragoza), agosto 2021

La línea 54 es una línea lanzadera de Avanza Zaragoza. Realiza el recorrido comprendido entre el barrio de Rosales del Canal y la calle Cantando bajo la lluvia del barrio de Valdespartera en la ciudad de Zaragoza (España).
Tiene una frecuencia media de 6 minutos.

## Recorrido
Cantando bajo la lluvia, Martín Díez de Aux, Avenida Ilustración, Ibón, Plaza Tchaikovsky, Ludwig Van Beethoven, Johann Sebastian Bach, Plaza Tchaikovsky, Ermesinda de Aragón, Martín Díez de Aux, La Diligencia, Un Americano en París, Cantando bajo la lluvia.